# Jacques Deckousshoud
Jacques Deckousshoud (ur. 12 maja 1964) – piłkarz gaboński grający na pozycji bramkarza.

## Kariera klubowa
W swojej karierze piłkarskiej Deckousshoud grał między innymi klubie FC 105 Libreville.

## Kariera reprezentacyjna
W 1996 roku Deckousshoud został powołany do reprezentacji Gabonu na Puchar Narodów Afryki 1996. Na tym turnieju był rezerwowym bramkarzem i nie rozegrał żadnego spotkania.
W 2000 roku Deckousshoud został powołany do kadry na Puchar Narodów Afryki 2000. Tam zagrał w jednym meczu, z Republiką Południowej Afryki (1:3).